# Pals of the Saddle

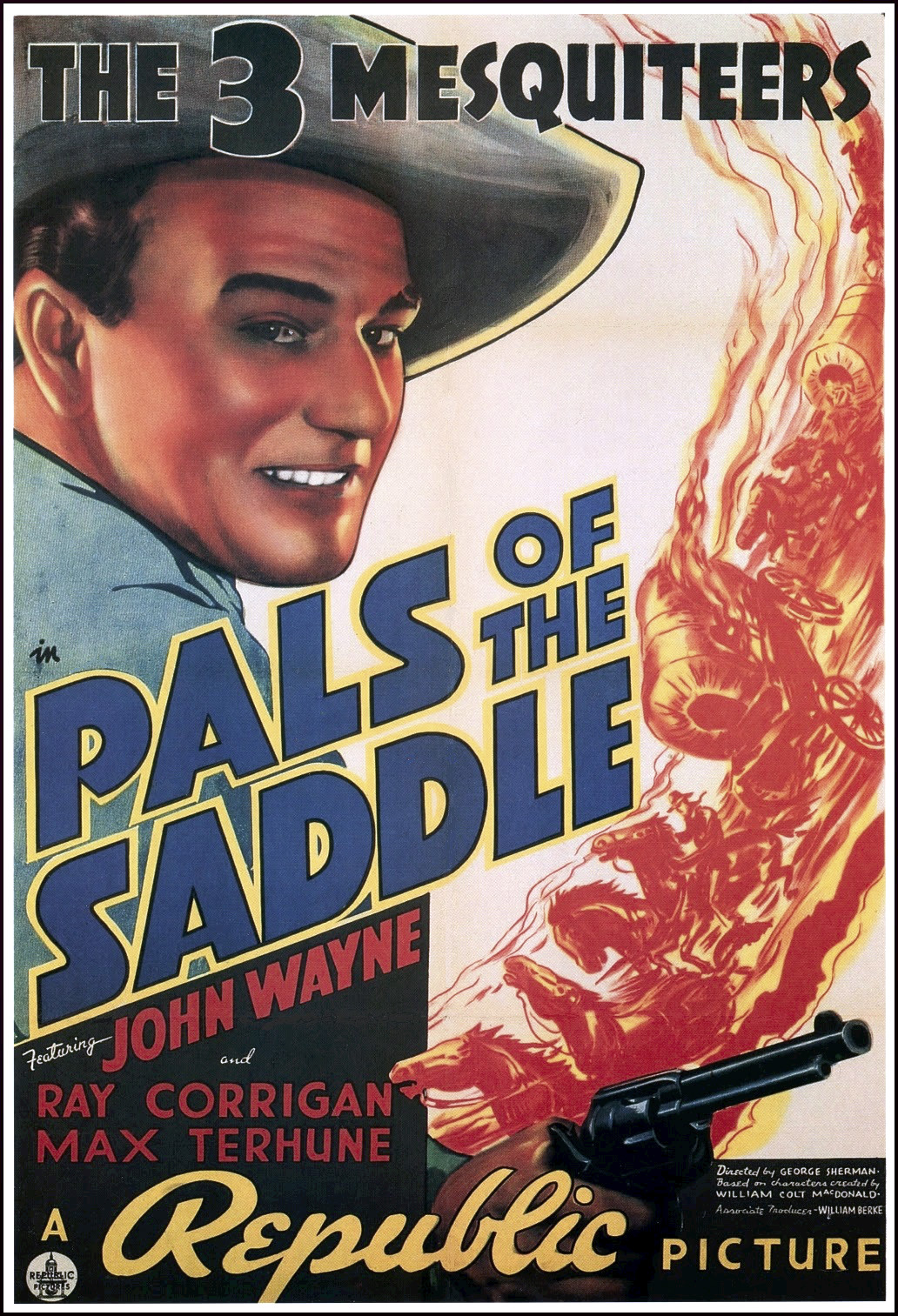
Affiche du film Pals of the Saddle

Pour plus de détails, voir Fiche technique et Distribution.
Pals of the Saddle est un film américain réalisé par George Sherman, sorti en 1938.

## Fiche technique
- Titre : Pals of the Saddle
- Réalisation : George Sherman
- Scénario : Stanley Roberts et Betty Burbridge d'après les personnages créés par William Colt MacDonald
- Production : William Berke
- Société de production : Republic Pictures
- Photographie : Reggie Lanning
- Montage : Tony Martinelli
- Pays de production : États-Unis
- Format : Noir et blanc - 1,37:1 - Mono
- Genre : Western
- Durée : 55 minutes
- Date de sortie : 1938

## Distribution
- John Wayne : Stony Brooke
- Ray Corrigan : Tucson Smith
- Max Terhune : Lullaby Joslin
- Doreen McKay : Ann
- Joseph Forte : Juge Hastings
- George Douglas : Paul Hartman
- Monte Montague (non crédité) : acolyte à la raffinerie de sel